# 카를 프리드리히 폰 지멘스

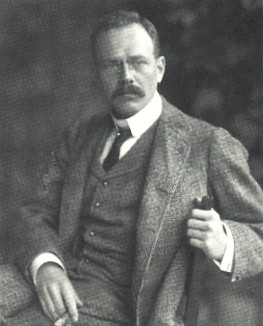
카를 프리드리히 폰 지멘스

카를 프리드리히 폰 지멘스(Karl Friedrich von Siemens, 1872년 9월 5일 ~ 1941년 9월 9일)는 독일의 기업가이다. 전기 공업계에서 세계적으로 명성을 떨친 독일 지멘스 가문의 일원이다. 1919년 이래 독일의 지멘스 본사 사장을 했다. 1920~24년 독일 민주당 국회 의원을 역임 하는 등 정치인으로도 활동했다. 1923~33년 당시 임시 경제 의회 회장으로 활동하기도 했다.